# Тайиншинська міська адміністрація
Тайинши́нська міська адміністрація (каз. Тайынша қаласы әкімдігі, рос. Тайыншинская городская администрация) — адміністративна одиниця у складі Тайиншинського району Північноказахстанської області Казахстану. Адміністративний центр та єдиний населений пункт — місто Тайинша.
Населення — 13113 осіб (2021; 12418 у 2009, 13233 у 1999, 16083 у 1989).
Станом на 1989 рік існувала Красноармійська міська рада (місто Красноармійськ).